# Cherbonnières
Cherbonnières est une commune du Sud-Ouest de la France située dans le département de la Charente-Maritime, en région Nouvelle-Aquitaine.
Ses habitants sont appelés les  Cherbonnois  et les Cherbonnoises.

## Géographie

### Localisation
Cherbonnières se trouve à 7 km au sud d'Aulnay-de-Saintonge et 16 km à l'est de Saint-Jean-d'Angély.

### Communes limitrophes
|                          | Aulnay                   | Villemorin    |
| Paillé                   | Cherbonnières            | Loiré-sur-Nie |
| Saint-Pierre-de-Juillers | Saint-Martin-de-Juillers | Gibourne      |

### Hydrographie
Deux cours d'eau référencés par le Sandre traversent la commune.
Il s'agit de la Nie et du Padôme, affluents de la Boutonne.

## Urbanisme

### Typologie
Au 1er janvier 2024, Cherbonnières est catégorisée commune rurale à habitat dispersé, selon la nouvelle grille communale de densité à 7 niveaux définie par l'Insee en 2022.
Elle est située hors unité urbaine et hors attraction des villes,.

### Occupation des sols
L'occupation des sols de la commune, telle qu'elle ressort de la base de données européenne d’occupation biophysique des sols Corine Land Cover (CLC), est marquée par l'importance des territoires agricoles (94,3 % en 2018), une proportion sensiblement équivalente à celle de 1990 (94,7 %). La répartition détaillée en 2018 est la suivante : 
terres arables (86,1 %), zones agricoles hétérogènes (8,2 %), forêts (3,6 %), zones urbanisées (2 %). L'évolution de l’occupation des sols de la commune et de ses infrastructures peut être observée sur les différentes représentations cartographiques du territoire : la carte de Cassini (XVIIIe siècle), la carte d'état-major (1820-1866) et les cartes ou photos aériennes de l'IGN pour la période actuelle (1950 à aujourd'hui).

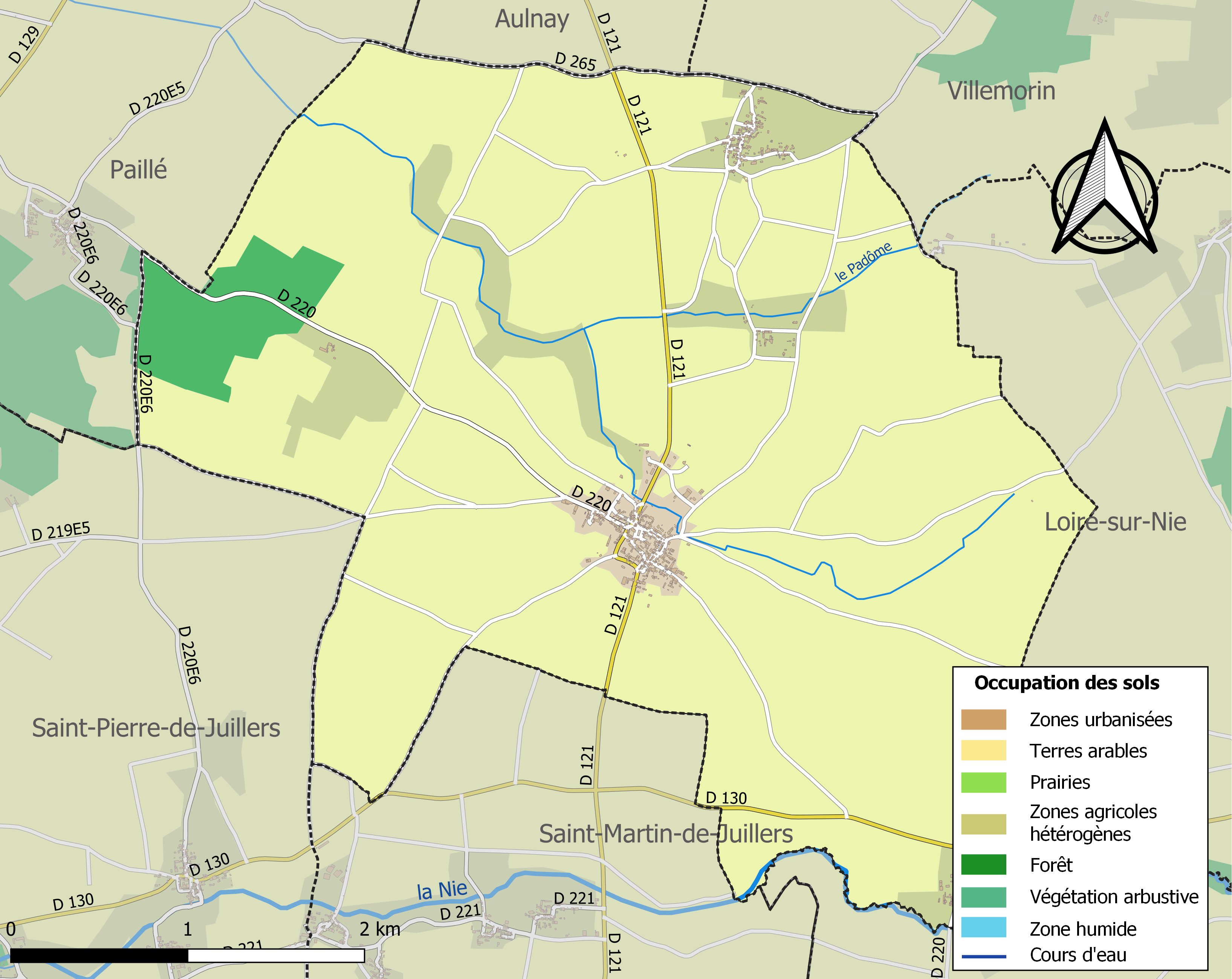
Carte des infrastructures et de l'occupation des sols de la commune en 2018 (CLC).

### Risques majeurs
Le territoire de la commune de Cherbonnières est vulnérable à différents aléas naturels : météorologiques (tempête, orage, neige, grand froid, canicule ou sécheresse), inondations, mouvements de terrains et séisme (sismicité modérée). Il est également exposé à un risque technologique,  le transport de matières dangereuses. Un site publié par le BRGM permet d'évaluer simplement et rapidement les risques d'un bien localisé soit par son adresse soit par le numéro de sa parcelle.

#### Risques naturels
Certaines parties du territoire communal sont susceptibles d’être affectées par le risque d’inondation par débordement de cours d'eau, notamment la Nie. La commune a été reconnue en état de catastrophe naturelle au titre des dommages causés par les inondations et coulées de boue survenues en 1982, 1999 et 2010,.

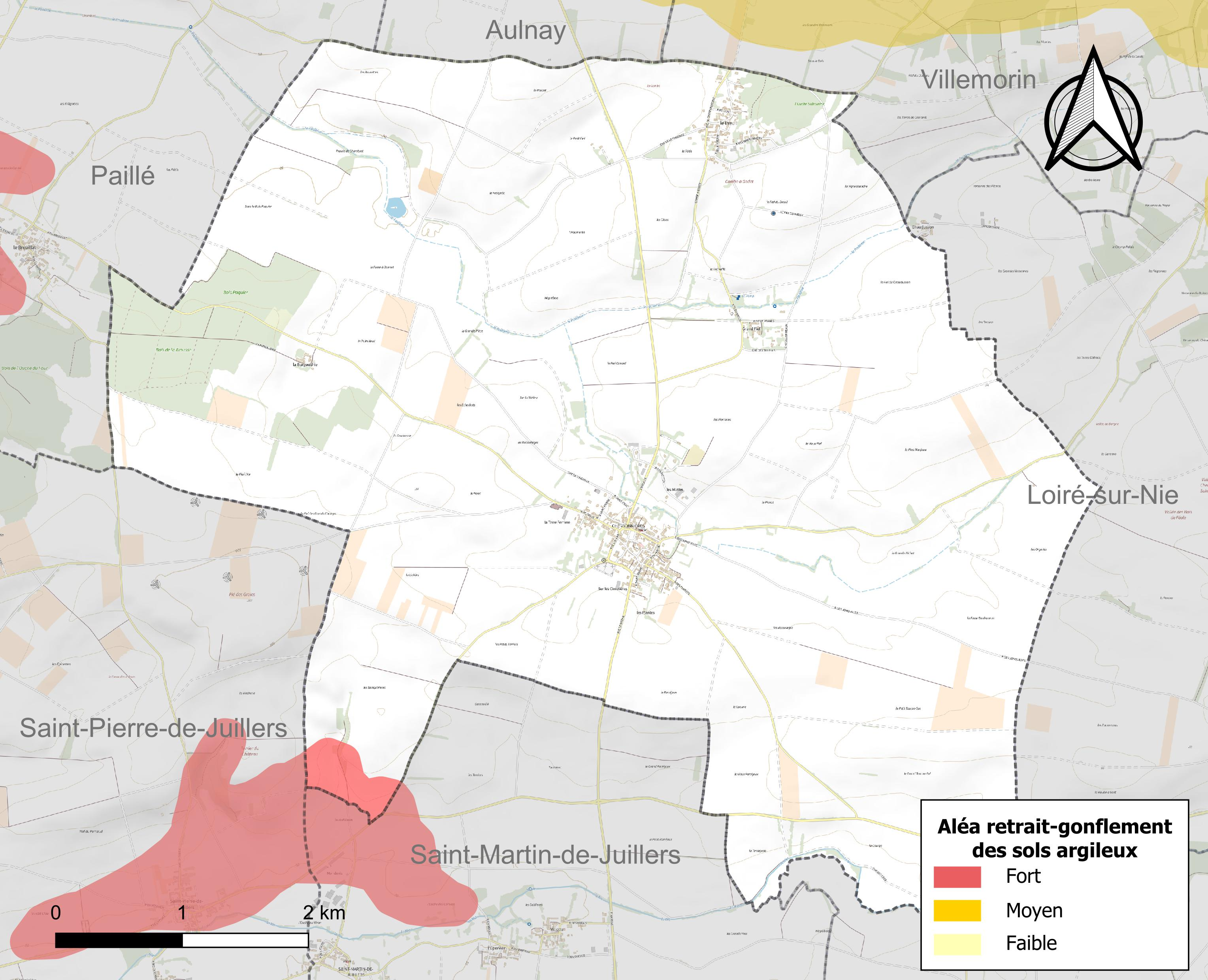
Carte des zones d'aléa retrait-gonflement des sols argileux de Cherbonnières.

Les mouvements de terrains susceptibles de se produire sur la commune sont des affaissements et effondrements liés aux cavités souterraines (hors mines) et des tassements différentiels. Par ailleurs, afin de mieux appréhender le risque d’affaissement de terrain, l'inventaire national des cavités souterraines permet de localiser celles situées sur la commune.
Le retrait-gonflement des sols argileux est susceptible d'engendrer des dommages importants aux bâtiments en cas d’alternance de périodes de sécheresse et de pluie. 0,8 % de la superficie communale est en aléa moyen ou fort (54,2 % au niveau départemental et 48,5 % au niveau national). Sur les 235 bâtiments dénombrés sur la commune en 2019,  aucun n'est en aléa moyen ou fort, à comparer aux 57 % au niveau départemental et 54 % au niveau national. Une cartographie de l'exposition du territoire national au retrait gonflement des sols argileux est disponible sur le site du BRGM,.
Par ailleurs, afin de mieux appréhender le risque d’affaissement de terrain, l'inventaire national des cavités souterraines permet de localiser celles situées sur la commune.
Concernant les mouvements de terrains, la commune a été reconnue en état de catastrophe naturelle au titre des dommages causés par des mouvements de terrain en 1999 et 2010.

#### Risques technologiques
Le risque de transport de matières dangereuses sur la commune est lié à sa traversée par une ou des infrastructures routières ou ferroviaires importantes ou la présence d'une canalisation de transport d'hydrocarbures. Un accident se produisant sur de telles infrastructures est susceptible d’avoir des effets graves sur les biens, les personnes ou l'environnement, selon la nature du matériau transporté. Des dispositions d’urbanisme peuvent être préconisées en conséquence.

## Toponymie
En 1154, le bourg apparaît sous le nom de Carbonerio. Il s'agit d'un lieu où était produit le charbon de bois, tout comme dans les nombreux toponymes du type Charbonnières, ou Carbonnières,.

## Administration

### Liste des maires
| Période                                  | Période  | Identité                | Étiquette | Qualité                              |
| ---------------------------------------- | -------- | ----------------------- | --------- | ------------------------------------ |
| 2001                                     | 2008     | Michel Veteau           |           |                                      |
| 2008                                     | 2018     | Joël Richard            | DVG       | Retraité                             |
| 2019                                     | 2019     | Fabrice Hillairet       |           | Facteur                              |
| 2019                                     | 2020     | Olivier Grolleau        |           | Agriculteur                          |
| 2020                                     | En cours | Marie-Claude Giovannini |           | Retraitée du ministère de la defense |
| Les données manquantes sont à compléter. |          |                         |           |                                      |

## Démographie

### Évolution démographique
L'évolution du nombre d'habitants est connue à travers les recensements de la population effectués dans la commune depuis 1793. Pour les communes de moins de 10 000 habitants, une enquête de recensement portant sur toute la population est réalisée tous les cinq ans, les populations de référence des années intermédiaires étant quant à elles estimées par interpolation ou extrapolation. Pour la commune, le premier recensement exhaustif entrant dans le cadre du nouveau dispositif a été réalisé en 2007.

En 2022, la commune comptait 340 habitants, en évolution de −2,02 % par rapport à 2016 (Charente-Maritime : +4,04 %, France hors Mayotte : +2,11 %).
| 1793 | 1800 | 1806 | 1821 | 1831 | 1836 | 1841 | 1846 | 1851 |
| ---- | ---- | ---- | ---- | ---- | ---- | ---- | ---- | ---- |
| 700  | 639  | 659  | 655  | 712  | 726  | 729  | 721  | 750  |

| 1856 | 1861 | 1866 | 1872 | 1876 | 1881 | 1886 | 1891 | 1896 |
| ---- | ---- | ---- | ---- | ---- | ---- | ---- | ---- | ---- |
| 739  | 766  | 791  | 764  | 761  | 727  | 685  | 698  | 648  |

| 1901 | 1906 | 1911 | 1921 | 1926 | 1931 | 1936 | 1946 | 1954 |
| ---- | ---- | ---- | ---- | ---- | ---- | ---- | ---- | ---- |
| 662  | 650  | 609  | 562  | 526  | 578  | 545  | 561  | 557  |

| 1962 | 1968 | 1975 | 1982 | 1990 | 1999 | 2006 | 2007 | 2012 |
| ---- | ---- | ---- | ---- | ---- | ---- | ---- | ---- | ---- |
| 558  | 472  | 440  | 388  | 375  | 349  | 340  | 339  | 345  |

| 2017 | 2022 | - | - | - | - | - | - | - |
| ---- | ---- | - | - | - | - | - | - | - |
| 338  | 340  | - | - | - | - | - | - | - |

### Pyramide des âges
La population de la commune est relativement âgée.
En 2018, le taux de personnes d'un âge inférieur à 30 ans s'élève à 28,6 %, soit en dessous de la moyenne départementale (29 %). À l'inverse, le taux de personnes d'âge supérieur à 60 ans est de 33,2 % la même année, alors qu'il est de 34,9 % au niveau départemental.
En 2018, la commune comptait 167 hommes pour 166 femmes, soit un taux de 50,15 % d'hommes, largement supérieur au taux départemental (47,85 %).
Les pyramides des âges de la commune et du département s'établissent comme suit.
| Hommes | Classe d’âge | Femmes |
| ------ | ------------ | ------ |
| 0,0    | 90 ou +      | 0,6    |
| 6,6    | 75-89 ans    | 16,3   |
| 23,2   | 60-74 ans    | 19,8   |
| 19,5   | 45-59 ans    | 21,5   |
| 18,2   | 30-44 ans    | 17,1   |
| 9,3    | 15-29 ans    | 13,5   |
| 23,2   | 0-14 ans     | 11,1   |

| Hommes | Classe d’âge | Femmes |
| ------ | ------------ | ------ |
| 1,1    | 90 ou +      | 2,6    |
| 10,1   | 75-89 ans    | 12,6   |
| 22     | 60-74 ans    | 23,2   |
| 20,1   | 45-59 ans    | 19,7   |
| 16,1   | 30-44 ans    | 15,6   |
| 15,2   | 15-29 ans    | 12,7   |
| 15,4   | 0-14 ans     | 13,6   |

## Lieux et monuments

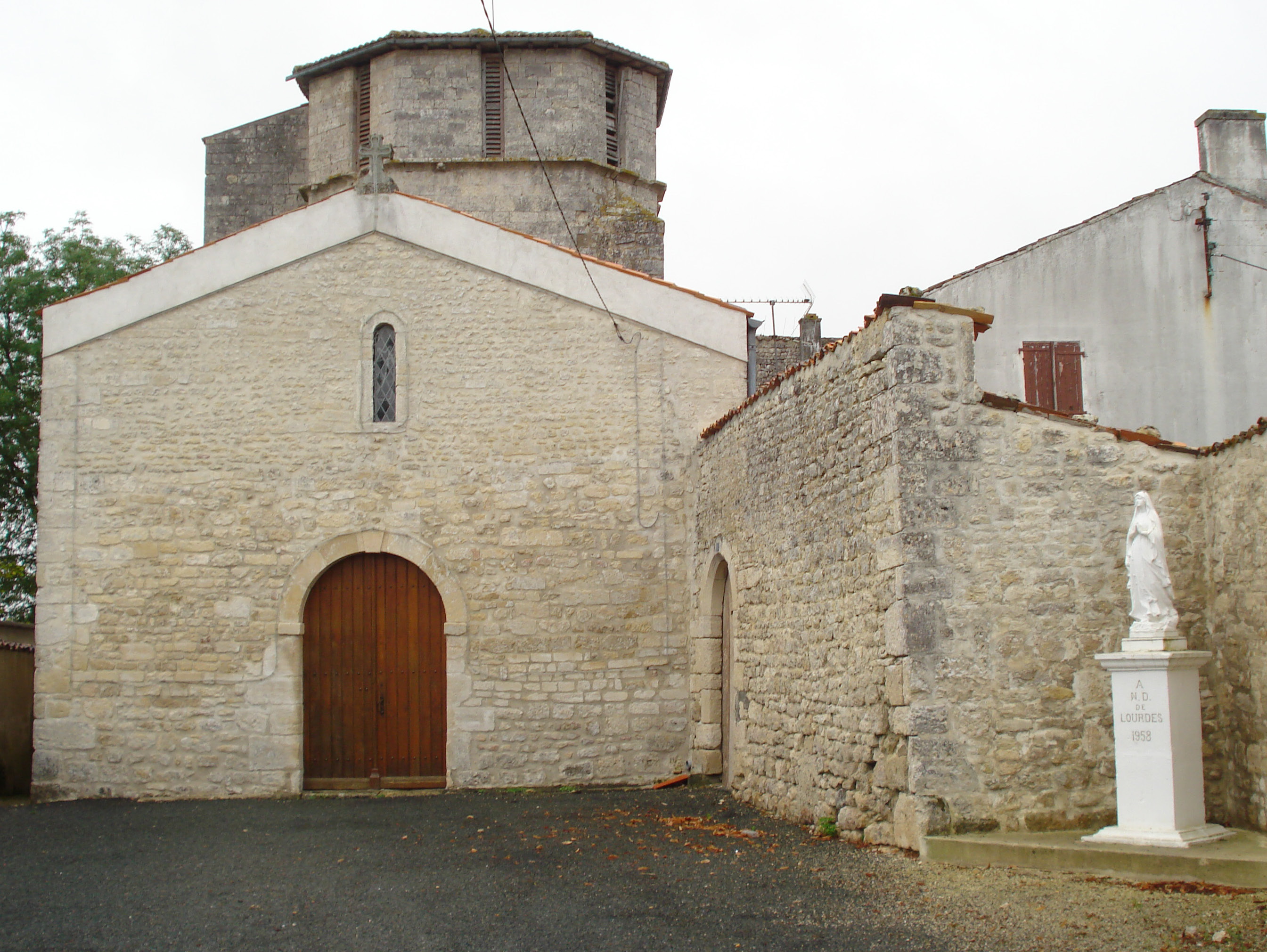
L'église.

Le prieuré Saint-Saturnin a été fortifié par rehaussement pour constituer une chambre haute munie d'archères.
Sa cloche, datée de 1630, a été classée monument historique au titre d'objet depuis le 25 juillet 1908. Elle porte l'inscription : « IESUS MARIA I SUIS FAITE POUR ST SATURNIN DE CHERBONNIERES MRE MICHEL BERTHELOT PBR CURE DU LIEU A.IEHAN BERTHELOT LOUIS 1630 ».

## Personnalités liées à la commune
- Charles-Grégoire de Beauchamps (1731 - 1817), général et homme politique né à Cherbonnières